# Kaiserliche Werft Danzig
Pour les articles homonymes, voir Kaiserliche Werften.
La Kaiserliche Werft (1871-1918), ou chantier naval impérial de Dantzig (de 1854 à 1871: Königliche Werft), est un des trois chantiers navals nationaux de l'Empire allemand, avec celui de Kaiserliche Werft Kiel et celui de Kaiserliche Werft Wilhelmshaven. Il servait à la construction et à la réparation des navires de guerre de la marine impériale et fut le seul des trois à construire des sous-marins.
Lorsque Dantzig est devenue ville libre et détachée de l'Allemagne en 1919, le chantier s'est appelé la Danziger Werft, lorsqu'il a rouvert en 1921.

## Historique
L'histoire du chantier commence en 1844 avec la Korvettendepotplatz, fondée par le ministère des finances du royaume de Prusse qui est au début un port d'ancrage et de dépôt au bord de la Tote Weichsel (littéralement Vistule morte), bras de la Vistule. Il n'y a qu'un seul navire de guerre pour tout le royaume à l'époque, la corvette de type caravelle, la SMS Amazone. Il est renommé Marinedepot en 1849 et dépend du ministère de la Guerre, puis du département technique de l'amirauté, et l'on commence à y construire de nouveaux navires. Il est renommé Königliche Werft Danzig (chantier naval royal de Dantzig) à la fin de 1853, et reçoit son appellation d'impérial, après la proclamation de l'Empire allemand, en 1871.
Au fur et à mesure des années, et malgré les restrictions imposées par l'agglomération urbaine, le chantier s'agrandit et construit des navires de plus grandes dimensions, comme le croiseur SMS Emden en 1909. Il a aussi construit la fameuse canonnière SMS Panther en 1901. Toutefois ses dimensions sont insuffisantes par rapport au chantier de Wilhelmshaven ou de celui de Kiel. C'est pourquoi il se spécialise plutôt dans la construction de croiseurs auxiliaires, ou dans la réparation de bateaux de guerre. Son destin connaît un tournant entre 1908 et 1915, lorsque le ministère de la Guerre confie au chantier la construction des premiers sous-marins allemands. Vingt-trois sous marins sortent de ses ateliers.
Le nombre d'ouvriers travaillant au chantier était de plus de sept mille avant le déclenchement de la guerre de 1914-1918, alors qu'il était de vingt-et-un mille à Wilhelmshaven.

## Après la chute de l'Empire
Après la guerre, le chantier ferme, puis il est rouvert en 1921 et devient la propriété d'une société appartenant à 30 % à la Grande-Bretagne et à la France, et à 20 % à la nouvelle Pologne. Ludwig Noé en est le premier directeur. Toutefois les commandes baissent à cause de la situation de Dantzig, isolée politiquement et géographiquement de l'Allemagne. Il n'y a plus que 3 368 ouvriers en 1924 et 837 en 1933. La ville libre de Dantzig prend possession du chantier, le 1er septembre 1939, au déclenchement de la Seconde Guerre mondiale. La Dantziger Werft devient une société par actions de droit allemand, le 30 août 1940. Quarante-deux sous marins de la Kriegsmarine sortent de ses chantiers entre 1942 et 1944 de type VII C et de type VII C/41, jusqu'en 1943 et ensuite des parties de sous-marins de type XXI, construits aux chantiers voisins de Schichau-Werke.
Le matériel est évacué en janvier 1945 vers Hambourg ; les chantiers démontés font ensuite partie des chantiers Lénine, de la ville devenue polonaise.

## Source
- (de) Cet article est partiellement ou en totalité issu de l’article de Wikipédia en allemand intitulé « Kaiserliche Werft Danzig » (voir la liste des auteurs).